# Sosnovoborsk (Krasnojarský kraj)
Sosnovoborsk (rusky Сосновоборск) je město v Krasnojarském kraji v Ruské federaci. Při sčítání lidu v roce 2010 měl třiatřicet tisíc obyvatel.

## Poloha a doprava
Sosnovoborsk se nachází na pravém břehu Jeniseje přibližně pětačtyřicet kilometrů severovýchodně od Krasnojarsku, správního střediska kraje.
Zhruba patnáct kilometrů severovýchodně od Sosnovoborsku leží uzavřené město Železnogorsk, z kterého vede přes Sosnovoborsk železniční trať pokračující dále na jihozápad do Krasnojarsku, kde se připojuje na Transsibiřskou magistrálu.

## Dějiny
Sosnovoborsk vznikl v roce 1971 jako sídlo pro pracovníky továrny ležící severovýchodně od města. Jméno Sosnovoborsk (znamenající bor) dostal v roce 1973 a v roce 1985 se stal městem.